# أميناتو حيدر
أميناتو حيدر (من مواليد 24 يوليو 1966)، ناشطة سياسية وحقوقية من الصحراء الغربية - وعضو اللجنة المركزية لجبهة البوليساريو وتشغل منصب وزيرة الثقافة الصحراوية. خاضت إضرابا مفتوحا عن الطعام بلغ اثنين وثلاثين يوما بسبب منعها م ما أدى إلى حملة تضامنية واسعة معها في كثير من دول العالم حيث دعا الرئيس الأمريكي أوباما والرئيس نيلسون مانديلا والوزير الأول الإسباني ورئيس المفوضية الأوروبية مانويل باروزو إلى الإفراج الفوري عنها ما أسهم في إحراج السلطات المغربية أمام المجتمع الدولي ما جعله يرضخ وأرسل إليها نيلسون مانديلا رسالة تعاطف، وزارتها ابنة الثائر تشي جيفارا وتعاطف معها عشرات الشخصيات العالمية. كانت قادمة من رحلة بإسبانيا سنة 2009، حينما دخلت إلى مدينة العيون، وخلال تعبئة بطاقة المعلومات في مطار العيون كتبت عنوانها معينة اسم بلدها بالصحراء المغربية ، الأمر الذي استفز موظفي جمارك مطار مدينة العيون، فقامت بتمزيق جواز السفر المغربي، فعمد المسؤولون إلى سحب جواز سفرها، وطردها خارج بلدها المغرب إلى إسبانيا دون أية وثيقة.
تعاطفت بعض الدول مع أميناتو حيدر التي خاضت إضرابا عن الطعام بلغ اثنين وثلاثين يوماً. ولكن الظرفية الجديدة ومحاولة الانتقال الديمقراطي ومحو الصورة السوداء السابقة لعهد الرصاص بالمغرب وما خلفه من تأثيرات على مستوى السياسي والحقوقي والاجتماعي بالمغرب، واقتناع السلطات المغربية في عهد الملك محمد السادس بأهمية وحتمية المسألة الحقوقية، وتأثيرها على السياسة الدولية والداخلية، وتجاوز مرحلة عهد الرصاص بالمغرب، إضافة إلى الضغط الإعلامي الإسباني والجزائري، والتوجه الديبلوماسي المغربي الذي يسعى إلى تجنب المنوائات والمشاكل الديبلوماسية البسيطة، كلها عوامل ساهمت في إعادة تسليمها جواز سفرها المغربي، الذي وصلها إلى مطار لانزاروت بـجزر الكناري، والسماح لها بدخول المغرب ثانية.
أرسل إليها نيلسون مانديلا رسالة تعاطف، وزارتها ابنة الثائر تشي جيفارا وتعاطف معها عشرات الشخصيات العالمية.

## حياتها
ولدت الناشطة أميناتو حيدر يوم 24 يوليو 1966، بمدينة أقا بإقليم طاطا بالمغرب. وترجع أصولها إلى قبيلة ازركيين  أحد قبائل ايت الجمل من كنفدرالية تكنة ذات الأصول الصنهاجية الأمازيغية. كان والدها مقاوما مغربيا وكان جدها قبل ذالك باشا على مدينة طرفاية لدى السلطات المغربية، وهو المنصب الذي شغله أيضا عمها. إنتقلت عائلتها إلى ميدنة العيون حيث نشأت أميناتو حيدر وحصلت على بكالورياس في الأدب الحديث.
في عام 1987 شاركت في مظاهرة كان هدفها المطالبة بتنظيم استفتاء على استقلال الصحراء المغربية. ثم تم اعتقالها وحبسها لمدة أربع سنوات، وأفرج عنها أخيرًا في نوفمبر 1991.
عملت أميناتو حيدر كموظفة في مدينة بوجدور. وفي عام 2005، حكم عليها القضاء المغربي بالسجن لمدة 7 أشهر في سجن بالعيون. وبعد سبعة أشهر من الاعتقال، تم الإفراج عن أمينتو حيدر في يناير 2006.
في نونبر سنة 2009 تنازلت أميناتو حيدر عن الجنسية المغربية، مما جعل شيخ قبيلة ازركيين وقريب والدتها يلتقيها من أجل التفاوض والتراجع عن هذا الفعل.

### انتقادات بعض المغاربة
يرى بعض المغاربة والموالين للحكم المغربي من متتبعي مشكل قضية الصحراء المغربية، أن الإشكالية الحقوقية أصبحت لها ابعاد تجارية ومادية أكثر من الهاجس الحقوقي والإنساني الصرف. بحيث يدعون حصول أميناتو حيدر على اموال تناهزت 36 مليون سنتيم، والمطالبة بمزيد من الأموال، وادعاء إشمئزاز الكثير من المواطينين المغاربة ضحايا حقوق الإنسان من عهد الرصاص، الذين قدمو أرواحهم وأجسادهم فداء لحقوق الإنسان وإنهاء لعهد الرصاص، حتى تسنى للكثيرين امتطاء قضية الصحراء واللعب على الوتر الحقوقي، قد تكون لأغراض مادية وشخصية صرفة. فقد طالبت السيدة أميناتو حيدر بمزيد من الأموال، ضمن هيئة الإنصاف والمصالحة، التي كان يرأسها إدريس بن زكري، التي كانت تشغل منصبا بها كموظفة حكومية مغربية، عدم اقتناعها بالمبلغ المتحصل عليه، جعلها ترتكب العنصر الانفصالي كرد على عدم الرضى بالمبلغ الذي حصلت عليه من الهيئة، وبلغ هذا الإستفزاز أوجه بتمزيق جواز السفر المغربي، مما أثار موجة من التعليقات المستنكرة والساخرة، وقد اعترفت السيدة أميناتو حيدر لقناة فرانس 24،  أنها سبق وأن حصلت بالفعل على أموال من الدولة المغربية قدرها 40 ألف دولار. إلا أنها وصفت المبلغ ب«الهزيل»، مطالبة بالمزيد، ما جعل البعض يصف نشاطها بالإستفزازي والمسيّس، الذي يتنافى وكل القيم الأخلاقية ويتعارض والمبادئ الحقوقية والإنسانية، وهو ما يناقض مبدأ العديد من المغاربة ضحايا انتهاكات حقوق الإنسان، إبان حقبة سنوات الرصاص (المغرب) السوداء، الذين ركزوا على عدم السماح بتكرار تلك الانتهاكات الجسيمة من تاريخ المغرب، أكثر من التركيز على الجانب المادي، مما جعل البعض يصف النشاطات التي تختفي وراء الستار الحقوقي على شاكلة نشاطات السيدة أميناتو حيدر، بعد الاختلاف على قيمة المبلغ المادي، الذي تسلمته من هيئة الإنصاف والمصالحة، بالفعل «الإسترزاقي»، الذي يركب على ظهر قضية ظلت تنزف من جراح الوطن والشعب المغربي، وتطور الوحدة المغاربية بستار صفحة حقوق الإنسان، للحصول على منافع وحسابات شخصية على حساب معاناة الشعوب المنبوذة.
وقد أثار احتجاج السيدة أميناتو حيدر على «المبلغ» الذي تجاوز 40 ألف دولار، إضافة إلى وثائق تشير إلى حصولها على أموال خارجية، أثار إشكالية التحرك باسم حقوق الإنسان لمصالح شخصية أو للانتفاع المادي من ورائها بعيدا عن المبدأ الإنساني والحقوقي السامي.
وهو الأمر الذي رفضه العديد من الحقوقيين المغاربة الشرفاء[وفقًا لِمَن؟]، ضحايا انتهاكات حقوق الإنسان نفسها من سنوات عهد الرصاص، الذي طالب أغلبهم برد الاعتبار المعنوي، مع ضرورة التركيز على عدم تكرار الانتهاكات في المستقبل، وقد رفض العديد منهم التعويضات المادية لجبر الضرر المادي، يذكر منهم الصحفي والكاتب السياسي «عبد الفتاح فاكهاني». كما اكتفى البعض بمبالغ رمزية رغم خطورة وجسامة الضرر المادي الذي تعرضوا له إبان حقبة عهد الرصاص، وقد ظل العديد منهم يطالب بمحاكمة المسؤولين السابقين والمباشرين عن هذه الانتهاكات الجسيمة، منهم وزير الدولة السابق «ادريس البصري» الذي توفي بالمنفى الاختياري بفرنسا.